# Fredriksberg
 Ikke at forveksle med Frederiksberg og Frederiksbjerg.
Fredriksberg er en landsby i Ludvika kommun i Dalarna, Sverige. Byen havde 717 indbyggere pr. 31. december 2005.
Fredriksberg blev grundlagt i 1729 i forbindelse med anlæggelse af en jernvarefabrik. Denne var i mange år centrum for byens næringsliv. Senere blev jernet udskiftet med træ, og fabrikationen skiftede til papir, som var det dominerende i store dele af det 20. århundrede. Der blev anlagt 
sulfitfabrik, senere suppleret af 
sulfatfabrikation.
Byen havde i 1875 fået station på Bergslagsbanan, men den blev senere i stedet en del af Inlandsbanan (Hällefors-Neva). Denne bane blev nedlagt i 1970, og gods har siden måttet transporteres med lastbiler. Omkring samtidig hermed blev også papirfabrikken nedlagt, og siden har byen gradvist ændret karakter til at have turisme som sit vigtigste erhverv. Dette er sket med etableringen af blandt andet et hytteområde og et skisportsanlæg.
60°08′22″N 14°22′13″Ø / 60.139536°N 14.370376°Ø